# Парк Хіміків (Черкаси)
Парк Хі́міків — парк культури та відпочинку у місті Черкаси. Розташований у районі Хімселище, між вулицями В'ячеслава Чорновола, Чиковані, Гуржіївською та проспектом Хіміків. 
Площа 10,8 га. Природоохороний статус: парк-пам'ятка садово-паркового мистецтва місцевого значення. Перебуває у віданні КП «Дирекція парків» (Черкаська міськрада).

## Загальні дані
Парк облаштований пішохідними доріжками, встановлено лавки та огорожа по периметру території. Всередині парку розташований футбольний стадіон з біговими доріжками, є волейбольний та дитячий майданчики. 
У 2016 році в парку висаджено «Алею дружби» з бл. 50 саджанців катальпи.